# Imidazolina
Imidazolina – heterocykliczny, organiczny związek chemiczny, częściowo uwodorniona pochodna imidazolu. Dalsze uwodornienie imidazoliny prowadzi do powstania imidazolidyny.
Ze względu na obecność jednego wiązania podwójnego w cząsteczce imidazolina posiada trzy izomery (różniące się położeniem tego wiązania): 2-imidazolina, 3-imidazolina i 4-imidazolina.

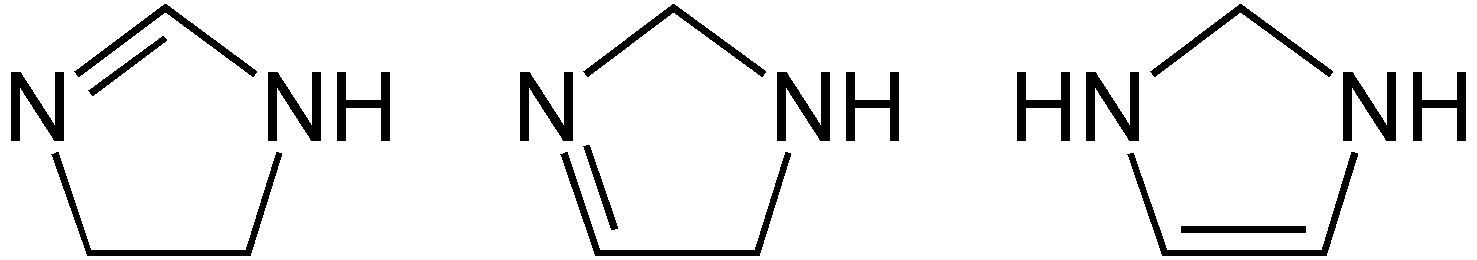
Izomery imidazoliny, od lewej:
2-imidazolina = 4,5-dihydro-1H-imidazol
3-imidazolina = 2,5-dihydro-1H-imidazol
4-imidazolina = 2,3-dihydro-1H-imidazol

## Pochodne 2-imidazoliny
Pochodne 2-imidazoliny wykazują aktywność biologiczną. W zależności od rodzaju podstawnika w pozycji 2 wywierają hamujący albo pobudzający wpływ na układ współczulny i są stosowane w lecznictwie w postaci wielu preparatów, między innymi w kroplach do nosa i do oczu, a także w iniekcjach.
Syntezę pochodnych imidazoliny przeprowadza się poprzez kondensację odpowiednich nitryli z etylenodiaminą:

### Podział na grupy farmakologiczne
| α-adrenomimetyki | agonisty receptorów α2-adrenergicznych    | inne leki                           |
| ---------------- | ----------------------------------------- | ----------------------------------- |
| ksylometazolina  | klonidyna (sympatolityk)                  | tolazolina (α-adrenolityk)          |
| nafazolina       | moksonidyna (sympatolityk)                | antazolina (lek przeciwhistaminowy) |
| oksymetazolina   | tizanidyna (zwiotcza mięśnie szkieletowe) |                                     |
| tetryzolina      |                                           |                                     |
| tymazolina       |                                           |                                     |

### Charakterystyczne cechy budowy
- α-adrenomimetyki – pierścień 2-imidazoliny jest połączony z pozostałymi elementami cząsteczki bezpośrednio lub przez grupę metylenową
- agonisty receptorów α2-adrenergicznych – pierścień 2-imidazoliny jest połączony z pozostałymi elementami cząsteczki przez grupę aminową